# Josef Přibyl (zapaśnik)
Josef Přibyl (ur. 1 marca 1904) – czechosłowacki zapaśnik walczący w stylu klasycznym. Olimpijczyk z Berlina 1936, gdzie odpadł w eliminacjach w kategorii 79 kg
Pięciokrotny mistrz kraju, w latach: 1927, 1928, 1934, 1935 i 1940 roku.
- Turniej w Berlinie 1936

Pokonał Édouarda Pigeota z Francji a przegrał z Kalmanem Kišem z Jugosławii i Józsefem Palotásem z Węgier.